# Poliarquia
Poliarquia é um conceito da ciência política formulado por Robert Dahl nos Estados Unidos.
O conceito, em resposta das diversas críticas sobre a não-soberania da democracia plena nas nações, procura classificar em diferentes graus os "níveis de democratização" das sociedades industrais desenvolvidas. Em um sistema de classificação sociológico anterior, praticamente nenhum país atingia a plena democracia formal, sempre tendo problemas em algumas ou várias seções da inclusão política popular. A Poliarquia procura promover uma análise mais realística baseada numa classificação de quão democrático os Estados são.
A base da classificação poliárquica é feita em dois parâmetros: na inclusão popular na escolha de seus representantes e na disputa política para essa escolha. Ou seja, quão maior for a democratização da inclusão popular nas eleições e das disputas por vagas nos três poderes, mais democrática é a sociedade.

## Método poliárquico
Partindo da afirmação que nenhum regime pode ser plenamente democrático formalmente, Dahl propõe o método procedimental para obter uma sociedade mais próxima da democracia nas medidas possíveis, que ele chama sociedade poliárquica. Uma sociedade pode ter um maior ou menor nivel de democracia, e essa sabendo disso, pode se empenhar para obter cada vez mais inclusão popular e disputas políticas e assim se aproximar de uma sociedade democrática plenamente, tornando-se uma sociedade poliárquica. Dahl definiu quatro níveis de democratização em ordem crescente:
1. Hegemonias fechadas: Baixa participação social nas eleições e poucos candidatos em disputa política;
2. Hegemonias inclusivas: Grande participação social nas eleições, entretanto poucos candidatos em disputa política;
3. Oligarquias competitivas: Baixa participação social nas eleições, porém grande variedade de candidatos em disputa política;
4. Sociedades poliárquicas: Ampla participação social e vasta gama de candidatos nas eleições

Dahl formula algumas teorias de como uma sociedade pode caminhar para o sistema poliárquico. Segundo ele, quando a disputa política precede a inclusão política, a sociedade está no caminho certo para a poliarquia. Portanto, uma sociedade com vasta gama de candidatos disputando as eleições é considerada mais democrática que uma com ampla participação popular, porém número bastante limitado de políticos disputando as eleições. Este fato é explicado por Dahl pelo fato de uma sociedade com ampla gama de políticos é uma sociedade com diversidade de partidos políticos, então uma que tem governistas e uma oposição nítida, por conseguinte evitaria todo o poder político na mão de uma maioria governista, sem oposição notória, o que tenderia à ditadura.

#### Requisitos Institucionais da Poliarquia
Os requisitos institucionais da Poliarquia são os seguintes:
1. Dirigentes eleitos - O controlo do governo, sob diversos assuntos, cabe ao “dirigente eleito pelos cidadãos” (Dahl, 1999: 101). Assim, este tipo de governo é caraterizado como sendo representativo.
2. Eleições livres, justas e frequentes - Os eleitos são escolhidos em eleições frequentes e justas em que a coerção é relativamente incomum (Dahl, 1999: 101).
3. Liberdade de expressão – Garantia assegurada a qualquer individuo de se manifestar ou exprimir, sem contrangimentos, sobre os mais diversificados assuntos (Dahl, 1999: 101).
4. Fontes alternativas de informação - Os cidadãos têm o direito de encontrar fontes de informação diversificadas e independentes, sendo que estas não estão subordinadas a qualquer tipo de controlo do governo ou de um grupo político. Estas fontes de informação estão protegidas pela lei. (Dahl, 1999: 102).
5. Cidadania Inclusiva – Não pode ser negado a nenhum individuo, “que resida permanentemente no país e que esteja sujeito ás suas leis” (Dahl, 1999: 102), direitos que estão ao dispor de outras pessoas e que são fundamentais ás instituições políticas referidas.
6. Autonomia de associação – Os cidadãos possuem o direito de formar associações, como partidos políticos e grupos de interesse, considerados independentes, com o objetivo de verem representados os seus direitos (Dahl, 1999: 102).